# Archytas trinitatis
Archytas trinitatis är en tvåvingeart som beskrevs av Thompson 1963. Archytas trinitatis ingår i släktet Archytas och familjen parasitflugor. Inga underarter finns listade i Catalogue of Life.